# Cantó de Sent Martòri
El cantó de Sent Martòri és un cantó francès del departament de l'Alta Garona, a la regió d'Occitània. Està inclòs al districte de Sent Gaudenç, està format per 12 municipis i el cap cantonal n'és Sent Martòri.

## Municipis
- Sent Martòri
- Vauchalòt
- Era Estela de Sent Martòri
- Mancius
- Castilhon de Sent Martòri
- Sent Mesard
- Arnaud Guilhèm
- Seps
- Ausàs
- Herishet
- Era Hita Topièra
- Propiari